# Saint-Jean-d'Angle
Saint-Jean-d'Angle és un municipi francès situat al departament del Charente Marítim i a la regió de la Nova Aquitània. L'any 2007 tenia 536 habitants.

## Demografia

### Població
El 2007 la població de fet de Saint-Jean-d'Angle era de 536 persones. Hi havia 196 famílies de les quals 56 eren unipersonals (16 homes vivint sols i 40 dones vivint soles), 72 parelles sense fills, 60 parelles amb fills i 8 famílies monoparentals amb fills.
La població ha evolucionat segons el següent gràfic:
Habitants censats

### Habitatges
El 2007 hi havia 255 habitatges, 209 eren l'habitatge principal de la família, 29 eren segones residències i 16 estaven desocupats. 245 eren cases i 7 eren apartaments. Dels 209 habitatges principals, 176 estaven ocupats pels seus propietaris, 31 estaven llogats i ocupats pels llogaters i 2 estaven cedits a títol gratuït; 3 tenien una cambra, 9 en tenien dues, 35 en tenien tres, 70 en tenien quatre i 91 en tenien cinc o més. 187 habitatges disposaven pel capbaix d'una plaça de pàrquing. A 91 habitatges hi havia un automòbil i a 93 n'hi havia dos o més.

### Piràmide de població
La piràmide de població per edats i sexe el 2009 era:
| Homes | Edats   | Dones |
| ----- | ------- | ----- |
| 0     | 95 o +  | 4     |
| 0     | 90 a 94 | 8     |
| 8     | 85 a 89 | 16    |
| 4     | 80 a 84 | 16    |
| 12    | 75 a 79 | 24    |
| 4     | 70 a 74 | 24    |
| 12    | 65 a 69 | 12    |
| 4     | 60 a 64 | 8     |
| 24    | 55 a 59 | 20    |
| 32    | 50 a 54 | 24    |
| 16    | 45 a 49 | 28    |
| 4     | 40 a 44 | 8     |
| 16    | 35 a 39 | 0     |
| 24    | 30 a 34 | 12    |
| 12    | 25 a 29 | 16    |
| 16    | 20 a 24 | 12    |
| 8     | 15 a 19 | 12    |
| 16    | 10 a 14 | 8     |
| 12    | 5 a 9   | 12    |
| 8     | 0 a 4   | 8     |

## Economia
El 2007 la població en edat de treballar era de 310 persones, 222 eren actives i 88 eren inactives. De les 222 persones actives 192 estaven ocupades (105 homes i 87 dones) i 29 estaven aturades (15 homes i 14 dones). De les 88 persones inactives 35 estaven jubilades, 25 estaven estudiant i 28 estaven classificades com a «altres inactius».

### Ingressos
El 2009 a Saint-Jean-d'Angle hi havia 217 unitats fiscals que integraven 542,5 persones, la mediana anual d'ingressos fiscals per persona era de 15.898 €.

### Activitats econòmiques
Dels 22 establiments que hi havia el 2007, 1 era d'una empresa alimentària, 2 d'empreses de fabricació d'altres productes industrials, 9 d'empreses de construcció, 1 d'una empresa de comerç i reparació d'automòbils, 1 d'una empresa de transport, 1 d'una empresa d'hostatgeria i restauració, 1 d'una empresa d'informació i comunicació, 1 d'una empresa immobiliària, 2 d'empreses de serveis, 1 d'una entitat de l'administració pública i 2 d'empreses classificades com a «altres activitats de serveis».
Dels 9 establiments de servei als particulars que hi havia el 2009, 3 eren paletes, 2 guixaires pintors, 3 fusteries i 1 lampisteria.
L'únic establiment comercial que hi havia el 2009 era una fleca.
L'any 2000 a Saint-Jean-d'Angle hi havia 10 explotacions agrícoles que ocupaven un total de 144 hectàrees.

## Equipaments sanitaris i escolars
El 2009 hi havia una escola elemental integrada dins d'un grup escolar amb les comunes properes formant una escola dispersa.

## Poblacions més properes
El següent diagrama mostra les poblacions més properes.